# Josef Šafařík
Josef Šafařík (11. února 1907 Prostějov – 23. dubna 1992 Brno) byl český filozof, esejista a dramatik.

## Život
V roce 1931 získal titul inženýra vodních staveb. Od 1938 byl ve svobodném povolání; celé své dílo tvořil nepoznán v Brně, na Grohově ul. č. 6/IV, za protektorátu žil v ilegalitě, pak ve vynuceném ústraní. V květnu 1947 byla jeho první kniha Sedm listů Melinovi oceněna v anonymní soutěži nakladatelství Družstevní práce. Vyšla v srpnu 1948 a téhož roku v listopadu byla stažena z prodeje. Svůj esej Člověk ve věku stroje mohl vydat až v období relativního politického uvolněni v Liberci 1967. V roce 1991 mu byl udělen titul PhDr. h. c. Masarykovy university v Brně a Řád Tomáše Garrigua Masaryka III. stupně. Jeho opus magnum je rozsáhlý esej Cestou k poslednímu, který vyšel krátce před jeho smrtí. Mimo jiné zde reflektuje problémy lidské existence, křesťanství a řecké kultury. Ovlivnil řadu známých osobností – Václava Havla, Antonína Přidala, Pavla Švandu, Jiřího Kuběnu atd.

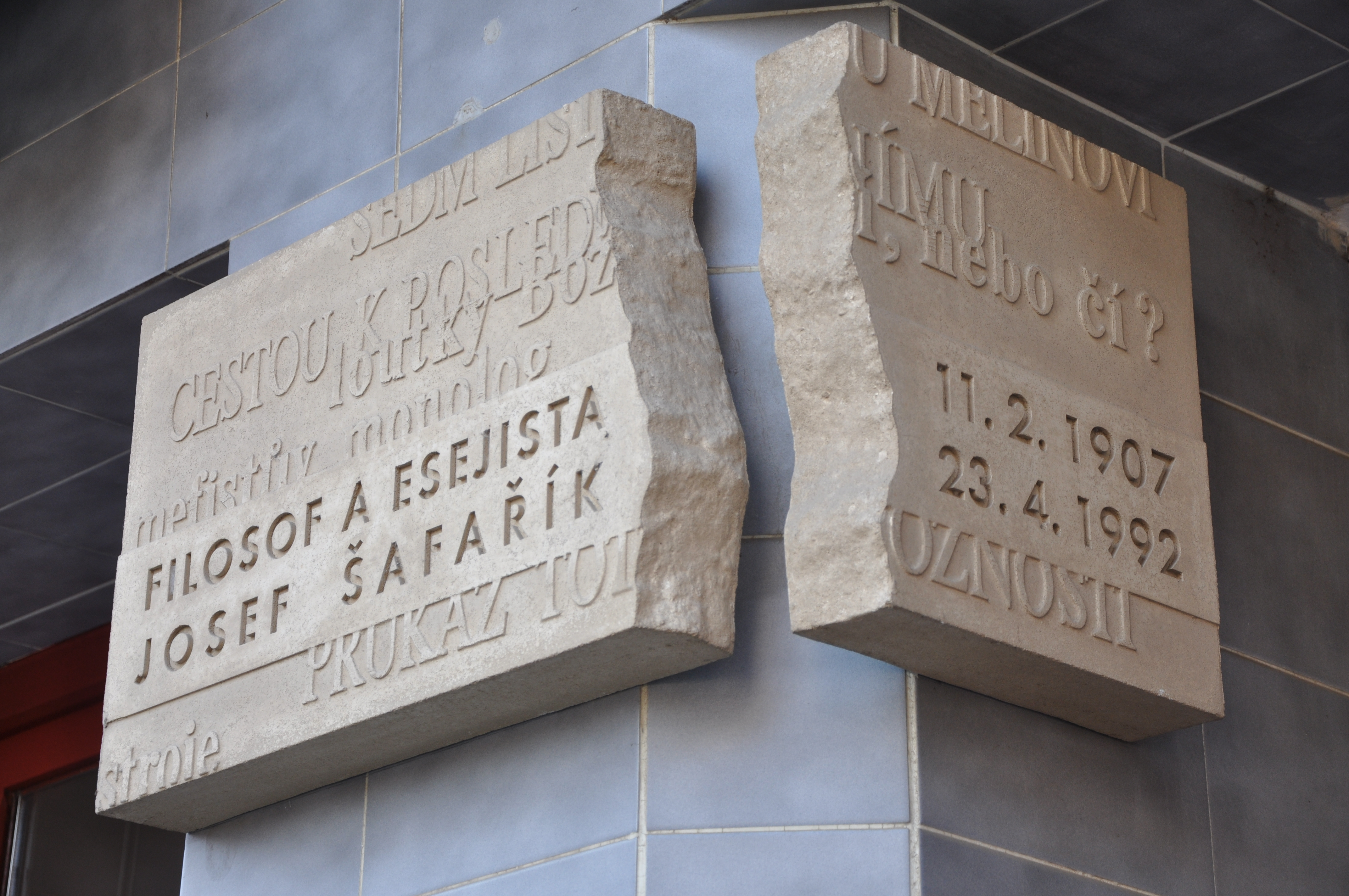
Plaketa v Brně v Grohově ulici

## Myšlenky

### Vztah k Chartě 77
„Bezprostředně k Chartě Šafařík říká: „ale tím vypovídáš boj – boj moci.“ Později přichází s názorem: „teď začali dělat všichni politiku, ale kdo bude dělat kulturu?“ „Umělec má promlouvat svým dílem a politiku přenechat politikům“. Tento názor, je Šafaříkovým životním postojem, který je prakticky doložený v jeho vztahu k politickým aktivitám, jedná se tak o osobní ručení, kdy jeho myšlenky jsou realizovány v praxi. Vztah k Chartě nebyl nepřátelský, ale spíše přátelsko-kritický. Sám V. Havel chápe přitom Chartu jako něco „šafaříkovitějšího než Šafaříkův názor na Chartu.“ Protože to byl pokus o „osobní ručení“. Vedle „osobního ručení“ se nabízí hypotéza, že v Chartě je obsažen podobný postoj k moci, jakou měl Šafařík ve vztahu k státnímu útvaru. Ale důsledek dopadu Charty je zcela odlišný, neboť vypovídá boj moci a jde jí tedy moc. V případě Charty lze mluvit o možné inspiraci ze strany Šafaříkova myšlení, protože koncept dopisu Gustávu Husákovi vzniká až skoro 10 let poté, co Šafařík začal pracovat na svém ústředním díle Cestou k poslednímu.

### Kritika ekonomického systému
Ekonomický systém, dle Šafaříka, nenechává prostor pro umění a bytí člověka. Naopak je tento systém vázán na moc – hodnotná práce je ta, kterou potřebuje moc. Ekonomický přístup, jako zaměření na produkci a přehlížení neproduktivního, je častým bodem Šafaříkovy kritiky.
Díky placené práci prodávají lidé své bytí, čímž se peníze stávají náhražkou lidství a zaplňují bytostné prázdno.
Jakýkoliv pokrok je podle Šafaříka pouhou iluzí – představa postupu vpřed je atributem pádu, nesledujeme to, od čeho odpadáme, ale to, k čemu padáme.

### Sebe-odcizení a nebytí
Jednou ze základních Šafaříkových úvah je pojetí dichotomie bytí – moc. Bytí neznamená žít, bytí je víc. Bytí je charakteristickým znakem člověka a jeho možností. Naproti tomu nebytí vnímá Šafařík jako odevzdání se moci, sebe-odcizení – odevzdání své smrti někomu/něčemu jinému.

## Vybrané dílo
- Cestou k poslednímu, Atlantis : Brno, 1992
- Hrady skutečné a povětrné Dauphin : Praha, 2008
- Sedm listů Melinovi
- Průkaz totožnosti
- Člověk ve věku stroje
- Noční můra (drama)
- Mefistův monolog